# Ciclo de Krebs inverso

Esquema del ciclo de Krebs invertido

El ciclo de Krebs inverso (también llamado ciclo del ácido tricarboxílico inverso o ciclo del ácido cítrico inverso) es una ruta metabólica utilizada por algunas bacterias para producir compuestos orgánicos a partir de dióxido de carbono y agua.
La reacción es la opuesta al ciclo de Krebs: mientras que en el ciclo del ácido cítrico biomoléculas complejas (glúcidos) se oxidan a CO
2 y agua, el ciclo inverso toma CO
2 y agua para sintetizar compuestos de carbono.
Este proceso es utilizado por ciertas bacterias, en ocasiones utilizando hidrógeno, sulfuro, o tiosulfato como donantes de electrones.
La reacción es una opción metabólica posible en las condiciones prebióticas de la Tierra y, por tanto, tiene un gran interés en la investigación del origen de la vida. Se ha observado que algunos de los pasos del ciclo pueden ser catalizados por minerales.